# Plaza de Bolívar (Tunja)
La Plaza de Bolívar es la plaza principal de la ciudad de Tunja. Está ubicada en el centro de la ciudad, entre las carreras 9.ª y 10.ª con calles 19.ª y 20.ª. A su alrededor se encuentran algunos de los principales edificios de la ciudad: al norte el Palacio de la Torre  donde funciona la Gobernación de Boyacá, al sur la Alcaldía Mayor de la ciudad, al oriente la Catedral Basílica Metropolitana Santiago de Tunja , la curia Arzobispal, la Casa del Fundador Gonzalo Suárez Rendón, y la Academia Boyacense de Historia y al occidente la Casa Museo Juan de Castellanos, del Pasaje de Vargas y del Instituto de Cultura de Tunja. Fue declarada al igual que el Centro Histórico como Monumento Nacional de Colombia por la Ley 163 del 30/12/1959. También está cerca del Edificio CAMOL y de Ingenieros y Arquitectos